# Alain Buisine
Pour les articles homonymes, voir Buisine.
Alain Buisine, né le 8 octobre 1948 à Roubaix et mort le 2 juillet 2009 à Lille (Nord),, est un critique littéraire français. Professeur à l'université Lille III, il est connu pour être un spécialiste de Marcel Proust, Jean-Paul Sartre, Paul Verlaine, Pierre Loti et de Venise.

## Publications
- Proust et ses lettres, Presses Universitaires de Lille, coll. « Objet », 1983[3]
- Laideurs de Sartre, Presses Universitaires de Lille, coll. « Objet », 1986
- Tombeau de Loti, Aux Amateurs de livres, 1988
- Proust. Samedi 27 novembre 1909, Jean-Claude Lattès, coll. « Une journée particulière », 1991
- Sur les pas du Grec. Journal de voyage, avec dix photographies d'Emmanuel Watteau, Noésis, coll. « Parvula », 1991
- L'Orient voilé, Zulma, 1993
- Eugène Atget ou la Mélancolie en photographie, Jacqueline Chambon, coll. « Rayon Photo », 1994
- Verlaine. Histoire d'un corps, Paris, Tallandier, coll. « Figures de proue », 1995[4]
- Les Ciels de Tiepolo, Gallimard, coll. « L'Infini », 1996
- L'Ange et la Souris, Zulma, coll. « Grain d'orage », 1997
- Dictionnaire amoureux et savant des couleurs de Venise, Zulma, 1998  (ISBN 978-2843040412)
- Cènes et banquets de Venise, Zulma, 2000  (ISBN 978-2843040900)
- Un Vénitien dit le Canaletto, Zulma, 2001
- Les Mauvaises Pensées du Grand Meaulnes, Presses Universitaires de France, coll. « Le texte rêve », 1992  (ISBN 978-2130446989)
- Le Premier Tableau. La Légende de saint François d'Assise et ses peintres, Presses Universitaires du Septentrion, coll. « Peintures », 1998  (ISBN 978-2859395438)
- Pierre Loti. L'Écrivain et son double, Tallandier, coll. « Figures de proue, 1998  (ISBN 978-2235021685)
- Piero della Francesca par trois fois, Presses Universitaires du Septentrion, coll. « Peintures », 2001  (ISBN 978-2859396367)
- Casanova l'Européen, Tallandier, coll. « Figures de proue », 2001  (ISBN 978-2235022927)[5]
- Gueules de pierre, Rapport d'Étape, 2002
- Huysmans à fleur de peau. Le goût des Primitifs, Artois Presses Université, 2004  (ISBN 978-2848320007)
- Nudités de Venise, Zulma, 2004  (ISBN 978-2843042690)

Préfaces
- Contes et récits fantastiques, Théophile Gautier
- Une vie, Guy de Maupassant, avec Henri Mitterand
- Pêcheur d'Islande, Pierre Loti

Introductions
- Mademoiselle de Maupin, Théophile Gautier